# ستويكو ستويلوف
ستويكو ستويلوف (بالبلغارية: Стойчо Стоилов)‏ (مواليد 15 أكتوبر 1971) هو لاعب كرة قدم. يلعب مع منتخب بلغاريا لكرة القدم. سبق له أن لعب في كأس العالم لكرة القدم مع منتخب بلاده.

## روابط خارجية
- ستويكو ستويلوف على موقع قاعدة بيانات كرة القدم.إي يو (الإنجليزية)
- ستويكو ستويلوف على موقع ناشيونال فوتبول تيمز (الإنجليزية)
- ستويكو ستويلوف على موقع عالم كرة القدم.نت (الإنجليزية)